# Yusuf Ziya Bey

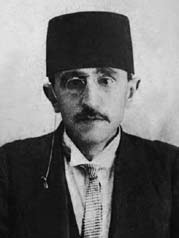
Yusuf Ziya Bey

Yusuf Ziya Bey (* 1882 in Bitlis; † 14. April 1925 ebenda) war Mitglied des ersten türkischen Parlamentes und kurdischer Politiker.
Er kam als Sohn des Koçzade Hacı Ömer Suat Ağas in Bitlis auf die Welt. Als er die Sultani, eine Art Oberschule, in Bitlis abschloss, fing er mit Wirtschaft an. Eine Zeit lang arbeitete er als Schreiber in der Unterrichtsverwaltung und begann dann seine politische Laufbahn in der Kürdistan Teali Cemiyeti.
Er gewann am 16. August 1920 die Wahl zur ersten Großen Nationalsammlung als Abgeordneter aus Bitlis. Am 25. Oktober 1920 wurde er zum Mitglied des Unabhängigkeitsgerichts (İstiklal Mahkemesi) in Kastamonu.
Nach Gründung der Gesellschaft zur Verteidigung der Rechte (Müdafaa-i Hukuk Cemiyeti) nahm er in der Zweiten Gruppe, die eine Fraktion gegen Atatürk war, Platz. Diese Gruppe sprach sich gegen eine Aufhebung des Sultanats im Parlament aus. Yusuf Ziya Bey sprach im Hintergrund der Gespräche zum Vertrag von Lausanne dafür aus, dass das Vilâyet Mossul Teil der Türkei bleiben soll (Mosul-Frage).
Nach dem Ende seiner Abgeordnetenzeit kehrte er nach Bitlis zurück. Doch er wurde verdächtigt, dass er den Aufstand der Nestorianer von 1924 angestachelt habe und führendes Mitglied der kurdischen Organisation Azadî sei.
Während des Aufstandes von Beytüşşebap desertierten Soldaten, unter ihnen auch sein Bruder Leutnant Ali Rıza Bey. Dies führte am 10. Oktober zur Festnahme von Yusuf Ziya Bey. Er wurde vor dem Kriegsgericht in Bitlis unter dem Vorstand von Oberst Ferit Bey verurteilt.
Nach dem Gesetz des Verrates an der Nation (Hıyanet-i Vataniye Kanunu) verurteilt, wurde er einen Tag vor der Niederschlagung des Scheich-Said-Aufstands am 14. April 1925 um 5:30 Uhr in Bitlis mit seinem Bruder Leutnant Ali Rıza Bey, seinem Schwiegersohn Faik Bey, Cibranlı Halit Bey und Molla Abdurrahman durch ein Erschießungskommando hingerichtet.